# Grupo Triii
Grupo Triii é um grupo de música infantojuvenil brasileiro. Suas músicas, voltadas para o público infantil, tem letras sobre o folclore infantil e passam por diversos gêneros musicais, como rock, xote, reggae, samba, frevo e funk. Seus integrantes já tocaram com o grupo Palavra Cantada.
Após lançar diversos singles, em 2017 o Grupo Triii lançou o disco Dia e Noite através de financiamento coletivo na plataforma Catarse.
Além dos discos, vídeos e apresentações de música, o Grupo Triii também publicou quatro livros: Ei, Ei, Ei, Vanderlei, A Sopa Supimpa, e Pão, Pão, Pão pela Editora Melhoramentos, e Brasil For Children: 30 Canções Brasileiras Para Brincar e Dançar pela Editora Peirópolis.